# Copa Interamericana 1991
La Copa Interamericana 1991 est la 14e édition de la Copa Interamericana. Cet affrontement oppose le club mexicain du CF Puebla, vainqueur de la Coupe des champions de la CONCACAF 1991 au Colo Colo, club chilien vainqueur de la Copa Libertadores 1991. 
Les rencontres ont lieu le 9 septembre 1992 et le 23 septembre 1992.
Colo Colo remporte cette quatorzième édition sur le score cumulé de 7-2.

## Contexte
Le CF Puebla remporte la Coupe des champions de la CONCACAF 1991 en disposant en finale du Police Football Club (3-1 et 1-1). C'est la première coupe des champions de la CONCACAF gagnée par le club.
Le Club Olimpia se qualifie en gagnant la Copa Libertadores 1991 contre le Olimpia le tenant du titre (0-0 et 3-0). C'est la première Copa Libertadores gagnée par le club.

## Match aller
| CF Puebla :     |                          |          |
| Gardien de but  | Pablo Larios             |          |
| D               | Sigifredo Mercado        |          |
| D               | Miguel Ángel Torres (es) |          |
| D               | Aurelio Rivera (es)      |          |
| D               | Gerardo González (de)    |          |
| M               | Silmar Olindo            |          |
| M               | Jaime Ordiales           |          |
| M               | Silviano Delgado (es)    | Remplacé |
| M               | Jorge Rosal              |          |
| A               | Francisco Rotllán (en)   |          |
| A               | Carlos Dioney            |          |
| Remplaçants :   |                          |          |
|                 | Milton Antonio Nunes     | Entré    |
| Entraîneur :    |                          |          |
| Manuel Lapuente |                          |          |

| Colo Colo :    |                       |          |
| Gardien de but | Daniel Morón          |          |
| D              | Gabriel Mendoza       |          |
| D              | George Biehl (es)     |          |
| D              | Miguel Ramírez        |          |
| D              | Javier Margas         |          |
| M              | Jaime Pizarro         | Remplacé |
| M              | Alejandro Hisis       |          |
| M              | Eduardo Vilches       |          |
| M              | Héctor Adomaitis (en) |          |
| A              | Marcelo Barticciotto  |          |
| A              | Hugo Rubio            |          |
| Remplaçants :  |                       |          |
| D              | Mario Rebollo (en)    | Entré    |
| Entraîneur :   |                       |          |
| Mirko Jozić    |                       |          |

## Match retour
| 23 septembre 1992 | Colo Colo                                      | 3 - 1 | CF Puebla   | Estadio Monumental David Arellano, Santiago               |                                                           |
|                   | Rubio 38e · Mendoza 66e · Adomaitis 76e (pen.) |       | 70e Rotllán | Spectateurs : 52 155 Arbitrage : Francisco Oscar Lamolina | Spectateurs : 52 155 Arbitrage : Francisco Oscar Lamolina |
|                   | Rapport                                        |       |             | Spectateurs : 52 155 Arbitrage : Francisco Oscar Lamolina | Spectateurs : 52 155 Arbitrage : Francisco Oscar Lamolina |

| Colo Colo :    |                       |     |     |
| Gardien de but | Daniel Morón          |     |     |
|                | Alejandro Hisis       |     |     |
|                | Miguel Ramírez        |     |     |
|                | Javier Margas         |     |     |
|                | Eduardo Vilches       |     | 81e |
|                | Gabriel Mendoza       |     |     |
|                | Jaime Pizarro         |     |     |
|                | Claudio Borghi        | 67e |     |
|                | Héctor Adomaitis (en) |     |     |
|                | Marcelo Barticciotto  |     |     |
|                | Hugo Rubio            | 67e |     |
| Remplaçants :  |                       |     |     |
|                | Lizardo Garrido       | 67e |     |
|                | Aníbal González       | 67e |     |
| Entraîneur :   |                       |     |     |
| Mirko Jozić    |                       |     |     |

| CF Puebla :     |                                  |     |     |
| Gardien de but  | Pablo Larios                     |     |     |
|                 | Aurelio Rivera (es)              |     |     |
|                 | Gerardo González (de)            |     | 75e |
|                 | Antonio Gutiérrez                |     |     |
|                 | Silviano Delgado (es)            |     |     |
|                 | Francisco Rotllán (en)           |     |     |
|                 | Milton Antonio Nunes             | 46e |     |
|                 | Sergio Lira                      |     |     |
|                 | Jaime Ordiales                   |     |     |
|                 | Sigifredo Mercado                |     |     |
|                 | Arturo Álvarez (footballer) (en) | 51e |     |
| Remplaçants :   |                                  |     |     |
|                 | Silmar Olindo                    | 46e | 81e |
|                 | Paulo César Silva                | 51e |     |
| Entraîneur :    |                                  |     |     |
| Manuel Lapuente |                                  |     |     |